# 山中信號場
山中信號場（日语：／ Yamanaka Shingō-jō */?）是位於福井縣南條郡今庄町（現時：南越前町）山中，日本國有鐵道（國鐵）北陸本線舊線的號誌站（廢站）。

## 概要
此號誌站位於敦賀市元比田和南越前町山中的邊界，在海拔約390米的山嶺下方，山中隧道今庄一方入口之高處。在敦賀和今庄兩邊都是坡度達25‰的下斜路段。

## 歷史
- 1896年（明治29年）7月15日：國有鐵道 敦賀至福井之間開通。
- 1919年（大正8年）11月25日：杉津至大桐間開設山中信號所[1]。
- 1922年（大正11年）4月1日：改名為山中信號場[1]。
- 1962年（昭和37年）
  - 6月9日：在北陸隧道開通前一天早上進行更換路軌的作業。
  - 6月10日：號誌站被廢除[2]。

## 構造
在山中隧道靠近今庄一方入口處設有1條引込線，連接本線敦賀方向路軌。在本線北邊設有2條連接今庄方向路軌的引込線。
在山中隧道兩邊入口均設置了由黑田清隆筆寫的「功加干時」和「德垂後裔」的牌匾。現時已經遷移至長濱鐵道廣場作展示用途。

## 圖庫

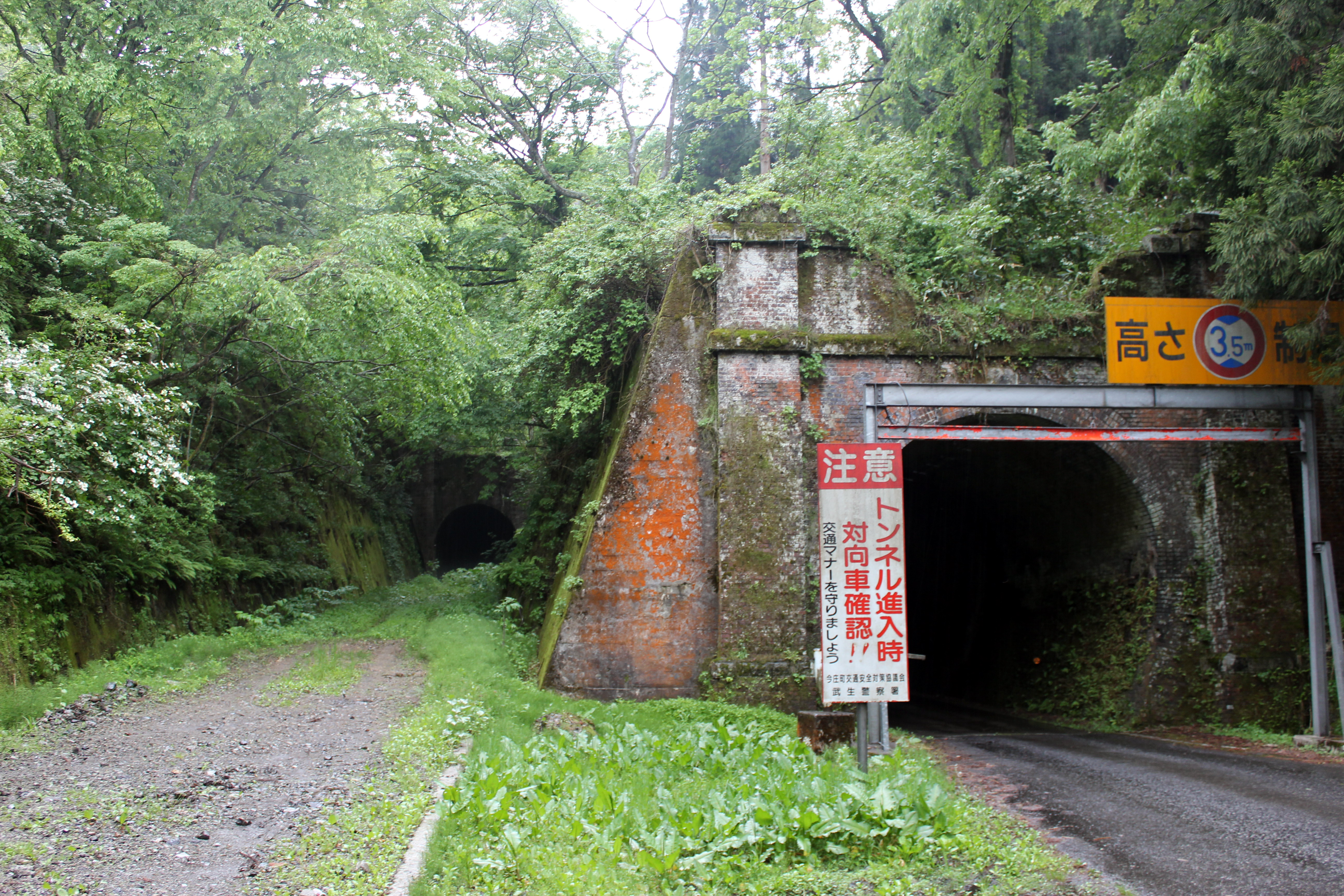
折返線專用的隧道遺址（左邊）和山中隧道（右邊）
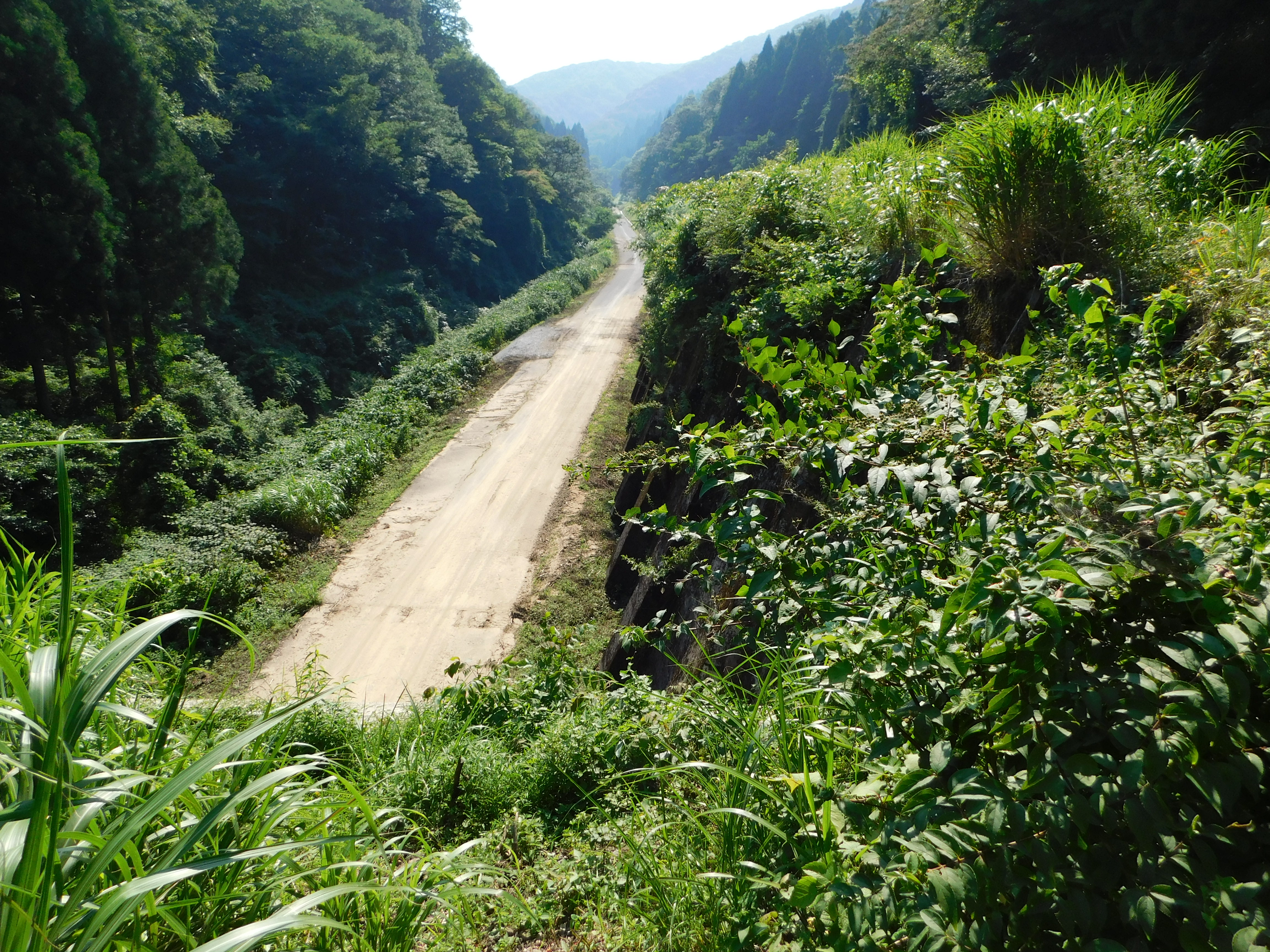
在待避線終端附近望向山中隧道方向
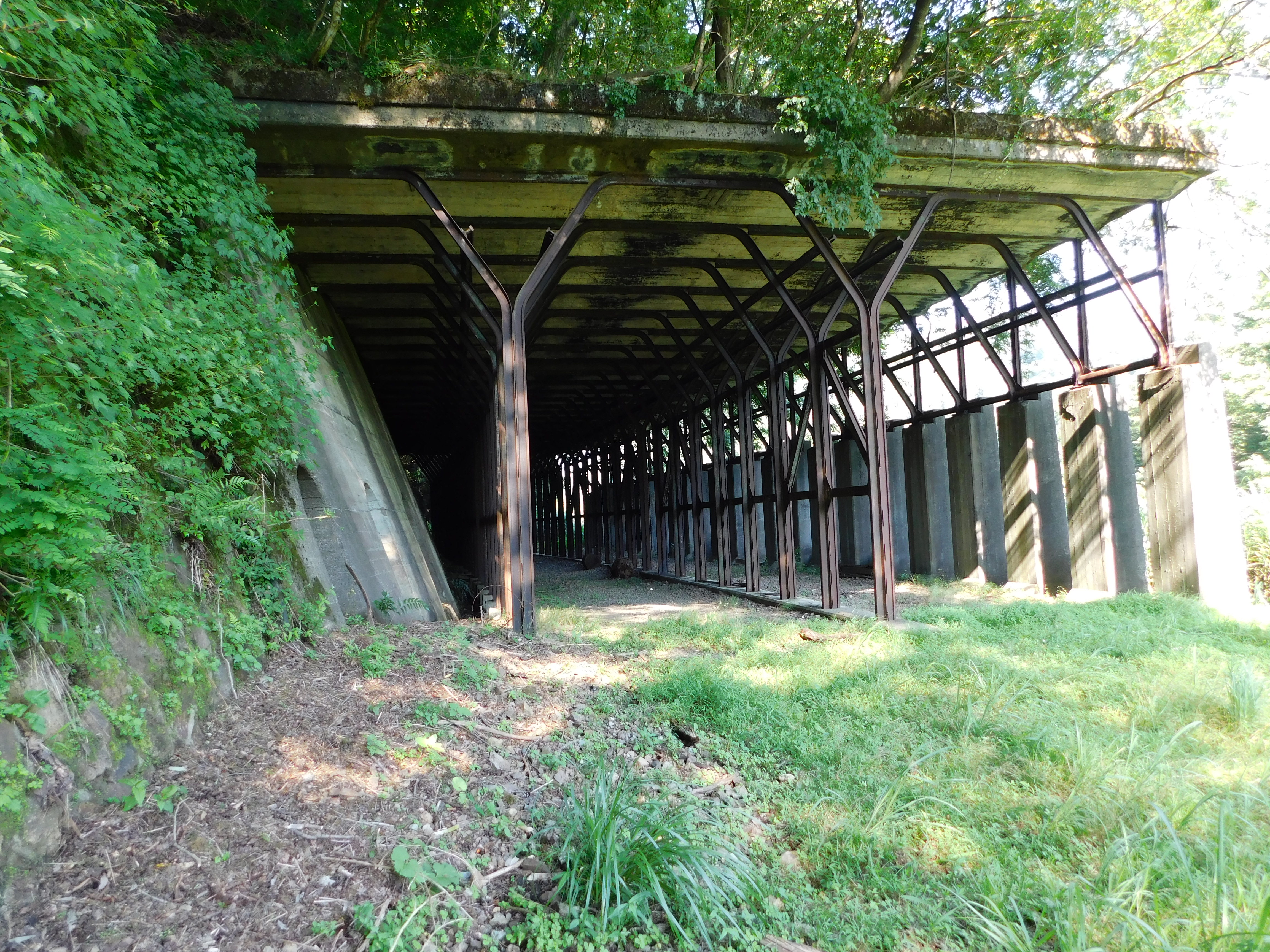
在待避線終端的岩石棚

## 現狀
本線變成了縣道，上下行引込線變成空地。在隧道附近的村落已經荒廢。
包含此號誌站，在2014年（平成26年）成為「舊北陸線隧道群」的一部分，被獲得成為土木學會選獎土木遺產。

## 相鄰車站
日本國有鐵道（國鐵）
北陸本線
杉津－山中信號場－大桐

## 注腳
1. 1 2 3  石野哲 (编).  初版. JTB. 1998-10-01: 145-146. ISBN 978-4-533-02980-6 （日语）.
2. 1 2 3 4  鈴木文彥（日语：鈴木文彦）. . 鐵道雜誌（日语：鉄道ジャーナル） (鐵道雜誌社（日语：鉄道ジャーナル社）). 1999-2, 33 (2): 38–40 （日语）.
3. ↑  木內信藏（日语：木内信蔵）; 有末武夫（日语：有末武夫） (编). . （写真と図解の学習シリーズ） 6. 山田書院. 1963-11-15: 74  [2024-04-03]. （原始内容存档于2023-08-07） （日语）.
4. ↑  . 土木学会 選奨土木遺産. 土木学会.   [2023-05-06]. （原始内容存档于2022-12-10） （日语）.
5. ↑   (PDF). 福井県.   [2023-05-06]. （原始内容 (PDF)存档于2021-08-30） （日语）.

## 相關項目
- 日本號誌站列表（日语：日本の信号場一覧）
- 舊北陸線隧道群（日语：旧北陸線トンネル群）